# Maximilien de Béthune de Sully
Maximilien de Béthune de Sully (ur. 13 grudnia 1560 w Rosny k. Mantes-la-Jolie (Yvelines), zm. 22 grudnia 1641 w Villebon (Eure-et-Loir), k. Chartres) – francuski polityk, hugenot, zwolennik i przyjaciel króla Henryka IV, marszałek Francji.
Walczył w armii Henryka, a gdy ten objął tron, w 1596 został zarządcą finansów królestwa, a potem ministrem skarbu i zwierzchnikiem administracji. Będąc zwolennikiem merkantylizmu, zreorganizował finanse, rozwinął gospodarkę, popierał rozwój rolnictwa, przebudował sieć dróg i fortyfikacji. W polityce zagranicznej był przeciwnikiem Habsburgów (por. Grand dessein). Od 1601 do 1610 r. pełnił funkcję wielkiego mistrza artylerii (potem stanowisko to objął jego syn). W 1604 r. został gubernatorem Poitou. Po zamordowaniu Henryka IV wycofał się z życia publicznego, jednak wspierał radami Ludwika XIII, od którego otrzymał tytuł marszałka Francji.

## Rodzina
W 1583 r. Maximilien ożenił się z Anną de Courtenay (1564–1589), z którą doczekał się syna:
- Maximiliena II (1588–1634), markiza de Rosny, księcia d’Henrichemont, barona de Bontin

W 1592 r. Maximilien ożenił się z Rachel Cochefilet (1562–1659), z którą miał następnie dziewięcioro dzieci, z których tylko troje dożyło wieku dorosłego:
- François de Béthune, książę d’Orval
- Marguerite de Béthune, żona Henryka II de Rohan
- Louise de Béthune, żona Aleksandra de Lévis Mirepoix